# Borís Guélfand
Borís Abramóvitx Guélfand (en rus: Бори́с Абрамо́вич Ге́льфанд), nascut a Minsk, RSS de Belarús el 24 de juny de 1968, és un jugador d'escacs d'origen soviètic, emigrat a Israel el 1998, i que té actualment la nacionalitat israeliana, i resideix a Rixon le-Tsiyyon. A començaments dels 1990, fou un dels escaquistes amb més projecció del món. Té el títol de Gran Mestre des de 1989.
Com a guanyador del Torneig de Candidats de 2011, s'enfrontà com a aspirant al Campió del món regnant, Viswanathan Anand en el matx pel Campionat del món de 2012; tot i que el matx acabà empatat a 6 en la fase regular, Guélfand perdé en el desempat a semiràpides, permetent així que Anand conservés la corona mundial.
A la llista d'Elo de la FIDE de l'octubre de 2020, hi tenia un Elo de 2676 punts, cosa que el situava com a 57è millor jugador del món (en actiu), i en el número 1 d'entre els jugadors d'Israel. El seu màxim Elo va ser de 2777 punts, a la llista de novembre de 2013 (posició 7 al rànquing mundial).

## Resultats destacats en competició

### Etapa juvenil
El 1985, als 17 anys, en Guélfand fou Campió juvenil de la Unió Soviètica, per davant de Vasil Ivantxuk i dos anys després, va guanyar el Campionat d'Europa júnior de 1987/88, a Arnhem, altre cop per davant de Vasil Ivantxuk. Repetí el títol de Campió d'Europa juvenil en l'edició següent, de 1988/89, empatat amb el també soviètic Aleksei Dréiev. El 1988 va empatar al primer lloc (amb el francès Joel Lautier) al Campionat del món juvenil, tot i que el títol fou per en Lautier, i també va guanyar el torneig d'Amsterdam. L'any següent va obtenir el títol de GM; és un dels pocs jugadors que (com Larry Christiansen i Vladímir Kràmnik) han esdevingut GMs sense haver ostentat abans el títol de Mestre Internacional.

### Jugador d'elit
El 1990 va guanyar el torneig de Palma, que el classificava per lluitar pel títol mundial de l'acabada de crear AGM (Associació de Grans Mestres). Va quedar a la primera plaça de l'Interzonal de Manila de 1990, i fou segon al Torneig de Linares el mateix any (rere Garri Kaspàrov), i també al Torneig de Dortmund de 1990 (rere Aleksandr Txernín). No obstant això, els seus resultats esportius van patir una davallada, i al Torneig de Linares de 1991 no va jugar bé, i posteriorment va ser eliminat del cicle de candidats per Nigel Short. Es començà a recuperar a partir de 1992: un dels seus millors torneigs va ser el Memorial Alekhin, a Moscou 1992, de categoria XIV, davant, entre d'altres, de Kàrpov. El mateix any, quedà primer al Torneig Corus. El 1993 va guanyar el torneig de Manila, i també l'Interzonal de Biel), el darrer torneig d'aquesta mena organitzat per la FIDE. D'altres victòries en torneigs d'elit en aquest període foren les de Dos Hermanas (1994), Belgrad (1995), Debrecen (1995), Tilburg (1996), Viena (1996).
El 1998, va emigrar a Israel, obtenint-ne la nacionalitat, i esdevenint ràpidament el millor jugador del país. El mateix any guanyà la 35a edició del Memorial Rubinstein, a Polanica-Zdrój. El 1999 va guanyar a Malmö. El 2000, repetí triomf a Polanica Zdroj. El 2002, guanyà a Canes. El 2003, empatà al 3r-4t lloc amb Judit Polgár a la cinquena edició del torneig d'Enghien-les-Bains, a França, rere Ievgueni Baréiev (1r) i Michael Adams (2n).
El 2004 va guanyar el Torneig de Pamplona. El 2005, va guanyar ex aequo amb Andrei Volokitin el 38è Festival Internacional d'escacs de Biel, a Suïssa. L'abril de 2007, empatà als llocs 2n-4t amb Daniel Fridman i Ivan Sokolov al torneig actiu del Festival d'escacs de Cañada de Calatrava (el campió fou Aleksei Xírov),
El setembre del 2007 va participar, a Ciutat de Mèxic, al torneig pel Campionat del món d'escacs de 2007, i hi quedà empatat al segon i tercer lloc amb el campió anterior Vladímir Kràmnik; (el guanyador del torneig i nou campió mundial fou Viswanathan Anand). El 2009 guanyà l'ACP World Rapid Cup, i la Copa del món

### Candidat al Campionat del món

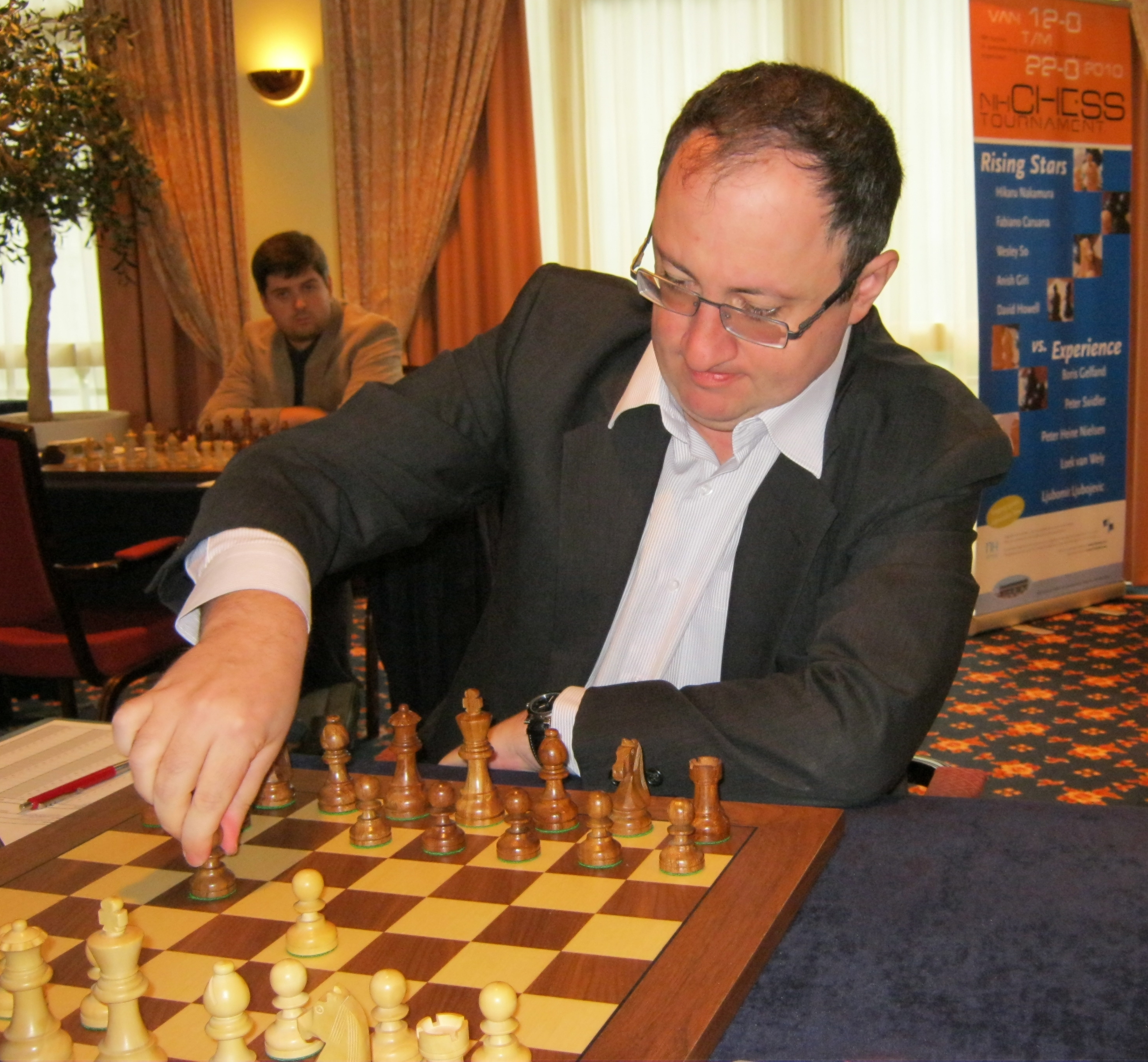
Borís Guélfand, l'agost de 2010.

En Guélfand ha estat diversos cops classificat per al Torneig de Candidats pel Campionat del món. En el Campionat del món de 1993 (FIDE), es va classificar per al Candidats via Interzonal; va guanyar el primer matx de Candidats, però fou eliminat en el segon (ronda de quarts de final) per Nigel Short. En el Campionat del món de 1996 (FIDE) va guanyar l'Interzonal, i després els dos primers matxs de Candidats, abans de ser eliminat en semifinals per n'Anatoli Kàrpov. Va obtenir nombrosos resultats excel·lents en els torneigs eliminatoris pels Campionats del món d'escacs de la FIDE 1998-2004, i el seu millor resultat fou ser semifinalista el 1997. Va participar en el torneig (de 8 jugadors) de Dortmund 2002, que feia de Torneig de Candidats per al Campionat del món de 2004 (clàssic), però no es va classificar per a les semifinals.

#### Cicle pel Campionat del món de 2007
Va acabar en sisena posició a la Copa del món de 2005, de manera que ocupà una de les deu places classificatòries per als matxs de Candidats pel Campionat del món de 2007. Va guanyar els matxs contra Rustam Kassimdjanov (en el desempat a partides ràpides) i Gata Kamsky (+2 -0 =3), i es va classificar pel torneig que decidiria el títol el setembre de 2007. En Guélfand no era un dels favorits per al títol del Campionat del món de 2007, però va sorprendre tothom acabant empatat al segon lloc (+3 -1 =10) amb el Campió del món regnant Vladímir Kràmnik (i tercer després dels desempats); el torneig (i el títol de Campió del Món) el guanyà Viswanathan Anand.

#### Cicle pel Campionat del món de 2012

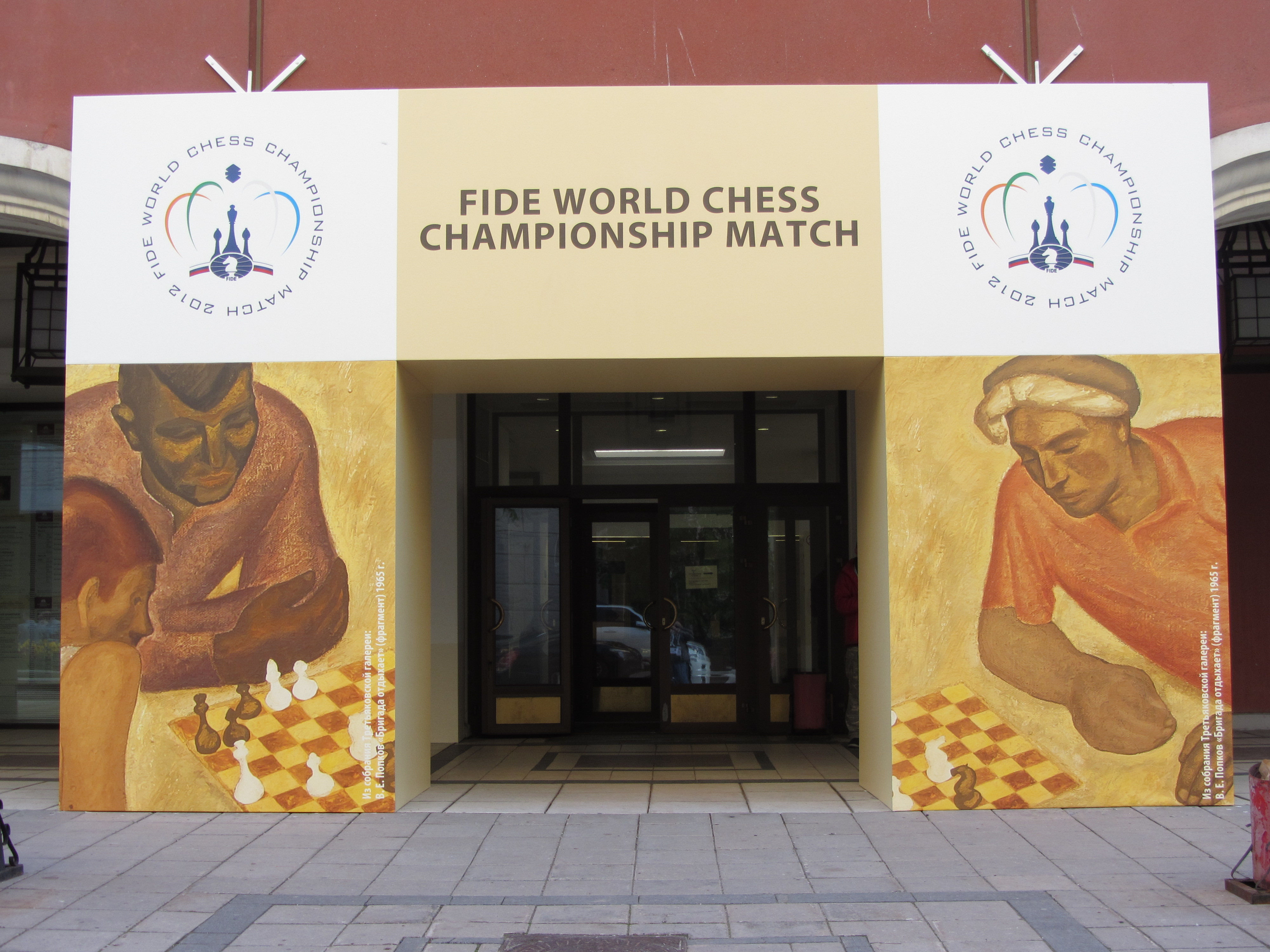
Seu del Campionat del món de 2012 a Moscou

A la Copa del món de 2009, jugada el desembre de 2009, Guélfand hi derrotà Judit Polgár, el regnant Campió del món júnior Maxime Vachier-Lagrave, Dmitri Iakovenko, i Serguei Karjakin per arribar a la final, on s'enfrontà a l'excampió del món de la FIDE Ruslan Ponomariov, guanyant el matx per 7-5 en el play-off. Com a guanyador de la Copa del món de 2009, en Guélfand ha obtingut una plaça classificatòria per al Torneig de Candidats del Campionat del món de 2012.
El maig de 2011, Gelfand participà en el Torneig de Candidats del Campionat del món de 2012 a Kazan. Als quarts de final, va eliminar-hi en Xakhriar Mamediàrov 2.5–1.5, i passà a semifinals, on s'enfrontà a Gata Kamsky. Després d'empatar 2–2 en les primeres quatre partides, Kamsky va guanyar la tercera del playoff a ràpides, i se situà 2–1, obligant en Gelfand a guanyar amb negres la partida final. Gelfand ho aconseguí, i després va guanyar el playoff blitz per 2–0 i arribà a la final. A la final, hi trobà Aleksandr Grisxuk. Després d'entaular les primeres cinc partides, en Gelfand guanyà la sisena i última amb blanques, per guanyar el matx i el torneig, 3.5–2.5.
Com a guanyador del Torneig de Candidats, en Guélfand disputà a Anand el títol mundial en un matx que se celebrà a Moscou el maig de 2012. La seva victòria en la setena partida el posà al davant en el marcador, però perdé de seguida en la vuitena, en una miniatura de 17 jugades. Després de les dotze partides de la fase regular, el matx acabà empatat a sis punts, i Anand va vèncer en el desempat a semiràpides per 2.5-1.5 retenint així el títol.
Guélfand es va classificar per al Torneig de Candidats de 2013 per determinar qui s'enfrontaria a Anand en el Campionat del món de 2013 (finalment fou Magnus Carlsen.

### Resultats de 2013
Entre abril i maig de 2013 participà en el fort Memorial Alekhine, el qual va guanyar ex aequo amb Levon Aronian.

#### Cicle pel Campionat del món de 2014
L'agost de 2013 participà en la Copa del Món de 2013, on tingué una bona actuació, i arribà a la quarta ronda, on fou eliminat per Maxime Vachier-Lagrave 1½–2½.

### Resultats de 2016
El març de 2016 fou segon a l'Aeroflot Open amb 6½ punts de 9, els mateixos punts que Ievgueni Naier però amb pitjor desempat, i després de fer guanyar davant Rinat Jumabayev a la darrera ronda.

### Participació en olimpíades d'escacs
En Gelfant ha participat en vuit Olimpíades d'escacs entre els anys 1990 i 2008 (amb un total de 48½ punts de 79 partides, un 61,4%). A l'edició de 1990 hi representà la Unió Soviètica, a les edicions entre 1994 i 1996 hi representà Belarús, i a partir de 2000, hi representà Israel. Ha obtingut un total de quatre medalles, dues per equips (medalla d'or el 1990, amb l'URSS, i medalla d'argent el 2008, amb Israel), i dues d'individuals (ambdues el 2008, de bronze per la seva actuació individual absoluta, i d'argent per la seva actuació al primer tauler israelià).
| Any  | Olimpíada         | Ciutat   | Elo propi | Tauler   | Partides | Guanyades | Taules | Perdudes | %     | Posició indiv.    | Posició equip    |
| ---- | ----------------- | -------- | --------- | -------- | -------- | --------- | ------ | -------- | ----- | ----------------- | ---------------- |
| 1990 | XXIX Olimpíada    | Novi Sad | 2680      | 2n (URS) | 9        | 3         | 6      | 0        | 66,7% | 10                | Medalla d'or     |
| 1994 | XXXI Olimpíada    | Moscou   | 2680      | 1r (BLR) | 11       | 3         | 6      | 2        | 54,5% | 45                | 12               |
| 1996 | XXXII Olimpíada   | Erevan   | 2665      | 1r (BLR) | 10       | 2         | 8      | 0        | 60,0% | 24                | 33               |
| 2000 | XXXIV Olimpíada   | Istanbul | 2683      | 1r (ISR) | 11       | 3         | 8      | 0        | 63,6% | 18                | 5                |
| 2002 | XXXV Olimpíada    | Bled     | 2704      | 1r (ISR) | 8        | 2         | 6      | 0        | 62,5% |                   | 9                |
| 2004 | XXXVI Olimpíada   | Calvià   | 2693      | 1r (ISR) | 11       | 2         | 8      | 1        | 54,5% | 43                | 5                |
| 2006 | XXXVII Olimpíada  | Torí     | 2727      | 1r (ISR) | 9        | 2         | 6      | 1        | 55,6% | 46                | 4                |
| 2008 | XXXVIII Olimpíada | Dresden  | 2719      | 1r (ISR) | 10       | 5         | 5      | 0        | 75,0% | Medalla de bronze | Medalla de plata |

## Llibres publicats
- (anglès) Guélfand, Borís. My Most Memorable Games.  Olms, 2005. ISBN 3-283-00453-6.